# Lesmurdie-Falls-Nationalpark
Der Lesmurdie-Falls-Nationalpark (englisch Lesmurdie Falls National Park) ist ein nur 56 ha großer Nationalpark 22 km östlich von Perth in Western Australia, Australien.
Der kleine Bach Lesmurdie Brook fließt hier in einem 50 m hohen Wasserfall von dem höhergelegenen Bergrücken der Darling Scarp in die Küstenebene (Swan Coastal Plain). Vor allem im Winter lässt Regen die Wassermengen deutlich ansteigen.
Vom Nationalpark hat man einen guten Ausblick über Perth und die der Küste vorgelagerte Insel Rottnest Island.
In dem steilen felsigen Gelände gedeiht eine Heidelandschaft mit Inseln aus Marri-, Jarrah- und Wandoowald.